# Eaux d'artifice
Pour plus de détails, voir Fiche technique et Distribution.
Eaux d'artifice est un film américain réalisé par Kenneth Anger, sorti en 1953.

## Synopsis
Une femme en tenue du XVIIIe siècle déambule au milieu des fontaines du jardin de la Villa d'Este.

## Fiche technique
- Titre : Eaux d'artifice
- Réalisation : Kenneth Anger
- Photographie : Kenneth Anger
- Montage : Kenneth Anger
- Production : Kenneth Anger
- Pays de production :  États-Unis
- Genre : Expérimental
- Durée : 12 minutes
- Date de sortie : 
  - États-Unis : 1953

## Distribution
- Carmilla Salvatorelli : la femme

## Distinctions
Le film a été inscrit au National Film Registry en 1993.